# Laevimenes laevigatus
Laevimenes laevigatus är en stekelart som först beskrevs av Brethes 1906.  Laevimenes laevigatus ingår i släktet Laevimenes och familjen Eumenidae. Inga underarter finns listade i Catalogue of Life.